# 山本廉 (サッカー選手)
山本 廉（やまもと れん、1999年5月8日 - ）は、秋田県秋田市新屋出身の元サッカー選手。現役時代のポジションはミッドフィールダー（MF）。

## 来歴
ブラウブリッツ秋田U-15を経て、栃木SCユースへ加入。高校3年次の2017年9月、トップチームに2種登録された。
2018年よりトップチームへ正式に昇格し、同年はブランデュー弘前FCへ育成型期限付き移籍、FCプリメーロ戦で1得点。シーズン終了後、栃木へ復帰。
2019年は、当初は栃木SCに登録されていたが、アルテリーヴォ和歌山へ育成型期限付き移籍、関西大学戦で1アシストを記録。シーズン終了後、栃木へ復帰。2020年は、第4節千葉戦でプロ初出場すると、19節松本山雅戦でプロ初得点、北関東ダービー群馬戦でもゴールした。2021年第10節金沢戦で得点したが、6月に反復性肩関節脱臼により長期離脱。2022年10月21日時点では、個人的コンディションは全然問題ないと語っている。
2023年シーズンをもって栃木を退団することを発表。シーズン終了後にはJリーグ合同トライアウトに出場したが、新たな所属先は決まらず、2024年6月21日に引退が発表された。

## 所属クラブ
- 日新サッカースポーツ少年団 (秋田市立日新小学校)
- ブラウブリッツ秋田U-15 (秋田市立秋田西中学校)
- 栃木SCユース（宇都宮短期大学附属高等学校）
  - 2017年9月 - 同年12月  栃木SC（2種登録選手）
- 2018年 - 2023年  栃木SC
  - 2018年  ブランデュー弘前FC（期限付き移籍）
  - 2019年  アルテリーヴォ和歌山（期限付き移籍）

## 個人成績
| 国内大会個人成績 | 国内大会個人成績 | 国内大会個人成績 | 国内大会個人成績 | 国内大会個人成績 | 国内大会個人成績 | 国内大会個人成績 | 国内大会個人成績 | 国内大会個人成績 | 国内大会個人成績 | 国内大会個人成績 | 国内大会個人成績 |
| 年度             | クラブ           | 背番号           | リーグ           | リーグ戦         | リーグ戦         | リーグ杯         | リーグ杯         | オープン杯       | オープン杯       | 期間通算         | 期間通算         |
| 年度             | クラブ           | 背番号           | リーグ           | 出場             | 得点             | 出場             | 得点             | 出場             | 得点             | 出場             | 得点             |
| 日本             | 日本             | 日本             | 日本             | リーグ戦         | リーグ戦         | リーグ杯         | リーグ杯         | 天皇杯           | 天皇杯           | 期間通算         | 期間通算         |
| ---------------- | ---------------- | ---------------- | ---------------- | ---------------- | ---------------- | ---------------- | ---------------- | ---------------- | ---------------- | ---------------- | ---------------- |
| 2018             | 弘前             | 24               | 東北1部          | 14               | 1                | -                | -                | -                | -                | 14               | 1                |
| 2019             | 和歌山           | 23               | 関西1部          | 13               | 0                | -                | -                | 2                | 0                | 15               | 0                |
| 2020             | 栃木             | 17               | J2               | 31               | 2                | -                | -                | 0                | 0                | 31               | 2                |
| 2021             | 栃木             | 17               | J2               | 25               | 1                | -                | -                | 1                | 0                | 26               | 1                |
| 2022             | 栃木             | 17               | J2               | 15               | 0                | -                | -                | 2                | 0                | 17               | 0                |
| 2023             | 栃木             | 17               | J2               | 0                | 0                | -                | -                | 0                | 0                | 0                | 0                |
| 通算             | 日本             | 日本             | J2               | 71               | 3                | -                | -                | 3                | 0                | 74               | 3                |
| 通算             | 日本             | 日本             | 東北1部          | 14               | 1                | -                | -                | -                | -                | 14               | 1                |
| 通算             | 日本             | 日本             | 関西1部          | 13               | 0                | -                | -                | 2                | 0                | 15               | 0                |
| 総通算           | 総通算           | 総通算           | 総通算           | 98               | 4                | -                | -                | 5                | 0                | 103              | 4                |

- 2017年は2種登録選手
- Jリーグ初出場 - 2020年7月11日 J2第4節 ジェフユナイテッド千葉戦（フクダ電子アリーナ）
- Jリーグ初得点 - 2020年9月13日 J2第19節 松本山雅FC戦（栃木県グリーンスタジアム）

その他の公式戦
2018年
- 全国地域サッカーチャンピオンズリーグ2018 3試合0得点

## 代表歴
- 2019年：国民体育大会和歌山県代表

## 人物・エピソード
- 出身地秋田市新屋にあるあらや食堂というお店に、山本のユニフォームが飾られている[19][20]。
- 祖父は野球をやらせたかったが、人数が足りないということでサッカーに転向[21]。
- 2021年11月7日の秋田対栃木戦において、山本の祖母から栃木サポに秋田名物金萬が配られた[22]。
- カンビアーレ戦では、子どもたちのサイン攻めにあった[23]。